# Stefan Jaworski (legionista)
Stefan Jaworski (ur. 10 czerwca 1896 w Rzeszowie, zm. 15 maja 1915 w Lenkowcach) – ułan Legionów Polskich, kawaler Orderu Virtuti Militari.

## Życiorys
Urodził się 10 czerwca 1896 w Rzeszowie, w rodzinie Stanisława, dyrektora gimnazjum prywatnego i Marii z Lewieckich. Miał dwie siostry i trzech braci. Jednym z braci był Tadeusz Leonard (ur. 1897), porucznik kawalerii Wojska Polskiego, odznaczony Krzyżem Walecznych (czterokrotnie).
12 września 1914, po ukończeniu III gimnazjum im. króla Jana III Sobieskiego w Krakowie, wstąpił do Legionów Polskich. Został przydzielony do 3 szwadronu kawalerii. Wziął udział w kampanii zimowej w Karpatach oraz w kampanii besarabskiej. Szczególnie odznaczył się w trakcie szarży patrolu ze swojego szwadronu na oddział rosyjskich dragonów pod Lenkowcami nad Prutem, w pobliżu miasta Czerniowce. Podczas tej walki poległ od nieprzyjacielskiej kuli. Za wykazane w czasie tego starcia bohaterstwo odznaczony został pośmiertnie Krzyżem Srebrnym Orderu Virtuti Militari. Został pochowany na cmentarzu w miejscowości Bila. W 1934 ekshumowany i przeniesiony do grobu rodzinnego na cmentarzu w Krakowie. Był kawalerem. 
W niedzielę 4 kietnia 1937 w sali rady miejskiej Tomaszowa Mazowieckiego miała miejsce podniosła uroczystość wręczenia Orderu Virtuti Militari śp. ułanowi Stefanowi Jaworskiemu, poległemu 16 maja 1915 pod Bilą w Rumunii. Order odebrała Maria Jaworska, matka bohatera. Order, w imieniu Naczelnego Wodza, wręczył major Rudolf Ostrihansky, w obecności prezydenta miasta Antoniego Rączaszka.

## Ordery i odznaczenia
- Krzyż Srebrny Orderu Virtuti Militari nr 6002[8][9] – 17 maja 1922[10][11]
- Krzyż Niepodległości – 6 czerwca 1931 „za pracę w dziele odzyskania niepodległości”[12][1]